# Последнее слово (фильм, 2008)
«Последнее слово» (англ. The Last Word) — американский кинофильм 2008 года, режиссёра Джеффри Хейли. Первый показ картины состоялся на кинофестивале Сандэнс.

## Сюжет
Одарённый поэт Эван Мерк (Уэс Бентли) зарабатывает на жизнь, сочиняя предсмертные записки для планирующих самоубийство. Когда он встречает Шарлотту Морис (Вайнона Райдер), сестру своего покойного клиента, то сочувствует её потере. Сражённая его очарованием, Шарлотта начинает преследовать Эвана, которому приходится манипулировать новой влюблённой подругой и саркастичным клиентом Абелем (Рэй Романо).

## В ролях
- Уэс Бентли — Эван
- Вайнона Райдер — Шарлотта Моррис
- Рэй Романо — Абель
- Джина Хехт — Хильде Моррис
- Эндрю Тройт — Грег
- Курт Касерес — Сэмми
- Майкл Корнаккия — клиент